# Luc Picard
Pour les articles homonymes, voir Picard (homonymie).
Luc Picard (né à Lachine le 24 septembre 1961) est un acteur, réalisateur, scénariste du cinéma et auteur de théâtre québécois.

## Biographie
Picard est originaire d'une famille modeste de Lachine au Québec. À l'âge de 26 ans, il étudie au Conservatoire d'art dramatique de Montréal de 1985 à 1988. Ensuite, il obtient plusieurs rôles au théâtre sous la direction, entre autres, de Claude Poissant, René Richard Cyr et de Brigitte Haentjens.
C'est grâce à son rôle dans la série télévisée Omertà (1995 - 1996) que Picard se fait remarquer par le public québécois. Acteur prolifique tant à la télévision qu’au théâtre québécois, il remporte également de nombreux prix d’interprétation au cinéma. Il fait ses premières classes en tant que réalisateur et scénariste avec son film L'Audition (sorti en 2005), qui fut un grand succès au box-office québécois en plus d'obtenir de nombreux prix.
Son deuxième film, Babine, est sorti en novembre 2008.
Au Festival du film de Whistler 2021, Luc Picard s'est vu décerner le prix Borsos du meilleur réalisateur pour le film Confessions.

## Vie personnelle
Il était le conjoint d'Isabel Richer depuis 1997. Ils ont un enfant prénommé Henri, aussi acteur. Ils sont séparés depuis mars 2013.

## Rôles

### Cinéma
- 1990 : Le Vendredi de Jeanne Robinson (court métrage) d'Yves Dion
- 1991 : Nelligan de Robert Favreau : Gonzalgue Deslauriers
- 1991 : Les Sauf-Conduits (moyen métrage) de Manon Brillant : Marc
- 1992 : La Fenêtre de Monique Champagne : Raphaël
- 1992 : La Sarrasine de Paul Tana : Adrien
- 1992 : Le Secret d'Anémone (court métrage) de Bernar Hébert
- 1993 : Le Sexe des étoiles de Paule Baillargeon : J. Boulet, le psychologue
- 1993 : Doublures de Michel Murray : Richard
- 1993 : Cap Tourmente de Michel Langlois : Wilfrid Bourgault
- 1994 : Octobre de Pierre Falardeau : un felquiste
- 1995 : Erreur sur la personne de Gilles Noël : Richard
- 1998 : Le Cœur au poing de Charles Binamé : Lézard
- 1999 : Elvis Gratton II : Miracle à Memphis de Pierre Falardeau : Sikh Elvis
- 1999 : Le Dernier Souffle de Richard Ciupka : Laurent Vaillancourt
- 2000 : En vacances de Yves Hanchar : Paul
- 2001 : 15 février 1839 de Pierre Falardeau : Chevalier de Lorimier
- 2001 : La Femme qui boit de Bernard Émond : Frank
- 2002 : Le Collectionneur de Jean Beaudin : Rochon
- 2002 : Moïse : L'Affaire Roch Thériault (Savage Messiah) de Mario Azzopardi : Moïse
- 2003 : 20h17 rue Darling de Bernard Émond : Gérard
- 2005 : L'Audition de Luc Picard : Louis
- 2006 : Un dimanche à Kigali de Robert Favreau :  Bernard Valcourt
- 2008 : Babine de Luc Picard : Toussaint Brodeur
- 2009 : Détour : Léo Huff
- 2011 : Marécages : Jean Santerre
- 2012 : Ésimésac de Luc Picard : Toussaint Brodeur
- 2013 : La Maison du pêcheur d'Alain Chartrand
- 2014 : Yzkor de Raphaël Nadjari
- 2016 : Les Mauvaises Herbes : Patenaude
- 2018 : La Disparition des lucioles : Sylvain, père de Léo
- 2022 : Confessions : Gérald Gallant
- 2022 : Arsenault et Fils de Rafaël Ouellet : André Arsenault

### Télévision
- 1992 : Blanche de Charles Binamé : Émilien Pronovost
- 1992 : Scoop de Pierre Houle : Bert
- 1992 : Shehaweh : Adrien Guillou (Jean Beaudin)
- 1993 : Les Grands Procès : Castonguay (Mark Blandford)
- 1994 : À nous deux! : Vincent Doré (Pierrette Villémaire)
- 1995-1996 : Omertà 1 et 2 : François Pelletier (Pierre Houle)
- 1997-1999 : L'Ombre de l'épervier, I et II : Noum (Robert Favreau)
- 1998 : Traces d'étoiles : Henry Harry (Claude Desrosiers)
- 1999-2002 : Chartrand et Simonne, I et II : Michel Chartrand (Alain Chartrand)
- 2004-2005 : Vice caché 1 et 2 : Michel Champagne (Louis Saïa, Claude Desrosiers)
- 2011 : Malenfant : Raymond Malenfant
- 2016 : Blue Moon : Benoit Lebel
- 2017 : Sur-Vie : Charles Grisé
- 2017-2018 : District 31 : Geoffroy Jeff Morin, enquêteur - crime organisés

### Théâtre
- 1988 : Signer, Principal (Claude Poissant)
- 1988 : Balzac dis ignotis, Principal (Téo Spychalski)
- 1989 : L'Éveil du printemps, 1er rôle (René Richard Cyr)
- 1989 : J'écrirai bientôt une pièce sur les nègres, Principal (Claude Poissant)
- 1989 : Un oiseau vivant dans la gueule, Principalv (Brigitte Haentjens)
- 1990 : L'Affaire Tartuffe, Principal (Fernand Rainville)
- 1990 : Les Lettres de la religieuse portugaise, 1er rôle (Denys Arcand)
- 1991 : Le Jeune Homme en colère, Principal (Claude Poissant)
- 1992 : Elvire Jouvet, 1er rôle (Françoise Faucher)
- 1992 : Partie de cache-cache, Principal (Jean-Frédéric Messier)
- 1992 : Traces d'étoiles, Henry (Pierre Bernard)
- 1992 : Le Prince travesti, Arlequin (Claude Poissant)
- 1993 : Caligula, Scipion (Brigitte Haentjens)
- 1993 : Mademoiselle Julie, Jean (Denise Filiatrault)
- 1995 : Le Triomphe de l'amour, Hermocrate (Claude Poissant)
- 1996 : Brilliant traces, Principal (Pierre Bernard)
- 1996 : La Compagnie des hommes, Léonard (Lorainne Pintal)
- 1996 : Variations sur un temps, Multiples (Pierre Bernard)
- 1997 : Les Amours, Multiples (Jean-Pierre Ronfard)
- 1998 : Le Misanthrope, Alceste (René Richard Cyr)
- 1998 : Un simple soldat, Joseph (Yves Desgagnés)
- 1998 : Lorenzaccio, Lorenzo (Claude Poissant)
- 2001 : Juste la fin du monde, Antoine (Pierre Bernard et Serge Denoncourt)
- 2008 : Sacré Cœur, Dr Gilles Papineau (Alexis Martin et Alain Vadeboncoeur)
- 2013 : Instructions pour un éventuel gouvernement socialiste qui souhaiterait abolir la fête de Noël, Jason (Michael MacKenzie)
- 2023 : Le Projet Riopelle, Principal (Robert Lepage)

## Réalisateur
- 2005 : L'Audition
- 2008 : Babine
- 2012 : Ésimésac
- 2016 : 9, le film, sketch Subitement
- 2017 : Les Rois mongols
- 2022 : Confessions

## Honneurs
- 1996 : Soirée des Masques : Meilleur acteur de soutien : Le Triomphe de l'amour
- 1997 : Prix Gémeaux : Meilleure interprétation masculine : Omerta : la loi du silence
- 1998 : Gala MétroStar : Meilleure interprétation masculine : Omerta : la loi du silence
- 1999 : Gala MétroStar : Meilleure interprétation masculine : L'Ombre de l'épervier
- 1999 : Prix Gémeaux : Meilleure interprétation masculine : L'Ombre de l'épervier
- 2000 : Prix Gémeaux : Meilleure interprétation masculine : Chartrand et Simonne
- 2001 : Gala MétroStar : Meilleure interprétation masculine : Chartrand et Simonne
- 2002 : Soirée des Jutras : Meilleure interprétation masculine : 15 février 1839
- 2003 : Soirée des Génie : Meilleure interprétation masculine au Canada : Savage Messiah
- 2003 : Soirée des Jutras : Meilleur acteur de soutien : Le collectionneur
- 2003 : Festival International du film de Namur (Belgique) : Meilleure interprétation masculine : 20h17, rue Darling
- 2004 : Prix Gémeaux : Meilleure interprétation premier rôle masculin : Chartrand et Simonne II
- 2005 : Festival International de Films de Montréal : Prix du public, Meilleur film canadien & Meilleure interprétation masculine ainsi que l'Iris d'or : L'Audition
- 2006 : Gala Artis : Meilleure interprétation masculine : Vice Caché
- 2006 : Festival international des jeunes réalisateurs de Saint-Jean-de-Luz : Chistera du meilleur film et Chistera de la meilleure interprétation masculine : L'Audition
- 2006 : Soirée des Jutras : Nomination Premier rôle masculin : Dimanche à Kigali
- 2006 : Soirée des prix Génie : Nomination Premier rôle masculin : Dimanche à Kigali
- 2007 : Festival International du Film d'Annonay : Prix du public : L'Audition
- 2017 : Gala Québec Cinéma : Meilleur second rôle masculin : Les mauvaises herbes
- 2021 : Festival du film de Whistler : Prix Borsos remis au meilleur réalisateur : Confessions[2]
- 2022 : Prix Gémeaux : meilleur premier rôle masculin : Aller simple[3]